# Mut-ashkur
Mut-ashkur, rey de Asiria (hacia 1740 a. C.).
Hijo y sucesor de Ishme-Dagan I. No conocemos la duración exacta de su reinado. De él nos han llegado algunas cartas dirigidas al rey Zimri-Lim de Mari. Su esposa fue hija de Zazija, rey de Turukku.
Su sucesor fue un rey cuyo nombre nos ha llegado incompleto, probablemente Rimush.
| Predecesor: Ishme-Dagan I | Rey de Asiria hacia 1740 a. C. | Sucesor: Rimush |